# 崔文升
崔文升（？—？），魏忠贤的阉党成员，明朝泰昌时期的司礼监秉笔太监。

## 生平
崔文升初为明神宗郑贵妃宫中内侍太监。明光宗即位，升任司礼监秉笔太监，掌管御药房。光宗得病，他进大黄药，于是病情加剧，不能视朝。外廷都说崔文升受贵妃指派，有异谋。给事中杨涟以为是崔文升误用伐药。明光宗后来服用鸿胪寺丞李可灼进献的红丸，驾崩。于是廷议论罪，将他贬谪南京。明熹宗天启年间，魏忠贤起用崔文升为总督漕运兼管河道。崇祯帝即位，召还北京，不久被御史吴焕弹劾，他和同党在宫门外号哭，崇祯帝大怒，将他和这些同党杖责一百，斥充南京孝陵净军。

## 传記資料
- 《明史》卷305 宦官列传